# Verbo de ascenso

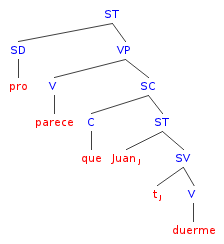
Oración con verbo de ascenso y complementador impidiendo el ascenso

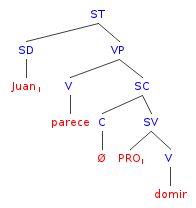
Oración con verbo ascenso sin complementador ascenso del sujeto lógico de la subordinada

Un verbo de ascenso son un tipo de verbos intransitivos cuyo único argumento es de tipo oracional, ejemplo de este tipo de verbos son parecer, semejar, resultar, que algunos autores catalogan como copulativos. Estos verbos admiten construcciones alternativas en que el argumento oracional se introduzca o bien como subordinada explícita (con verbo finito) o como subordinada implícita (con verbo no finito):
(1) Parece [que Juan duerme]
(2) Juani parece [Ø PROi dormir]
Se llaman verbos de ascenso porque cuando van con un argumento oracional con verbo no finito el sujeto lógico de la subordinada debe "ascender" a sujeto de la oración principal, dejando una huella sintáctica en su posición argumental original. La oración (2) es correcta porque en ella Juan recibe caso formal del núcleo sintagma de tiempo de la oración principal, mientras que su papel temático se asigna a su huella sintáctica por parte de dormir. Debe notarse que una oración como (3) que contiene las mismas palabras que (2):
(3) *Parece Juan dormir
No es correcta porque la subordinada no es una oración finita y por tanto carece de sintagma de tiempo y en ella Juan no recibiría caso formal, la única manera de satisfacer el filtro de caso es realizar un movimiento sintáctico hasta la posición de sujeto de parecer como (2) que es la forma que efectivamente producen los hablantes.
Estos verbos se consideran a veces copulativos porque admiten estructuras como (4) que son paralelas a las de oraciones copulativas con ser y estar:
(4) Juan parece razonable
(5) Juan ha sido razonable
Aunque este análisis puede aceptarse, no explica qué relación existe entre las de tipo (1) y estructuras de tipo (4). Para estas últimas algunos autores proponen el siguiente análisis:
(4) Juani parece [Øi razonable]
Algunos autores van más allá y sugieren que todos los verbos copulativos podrían ser verbos de ascenso, que requieren un argumento oracional, "ascendiendo" el sujeto lógico de la predicación nominal a sujeto sintáctico.